# Ceresa fasciatithorax
Ceresa fasciatithorax är en insektsart som beskrevs av Remes-lenicov 1973. Ceresa fasciatithorax ingår i släktet Ceresa och familjen hornstritar. Inga underarter finns listade i Catalogue of Life.